# 234 a. C.
El año 234 a. C. fue un año del calendario romano prejuliano. En el Imperio romano se conocía como el año 520 ab urbe condita.

## Acontecimientos

### China
- 100 000 soldados zhao son asesinados en la batalla de Pingyang.
- Ch'in Shin Haung Ti (rey Cheng) comienza la unificación de China.
- Comienza la construcción de la Gran Muralla.

### Grecia
- La alianza epirota es reemplazada por la Liga epirota, que es un estado federal con su propio parlamento (o sinedrión).
- La ciudad de Pleurón es destruida por Demetrio II de Macedonia.
- Después de la dimisión de Lidiades, la ciudad de Megalópolis se une a la Liga aquea.

### India
- El tercer concilio budista (Sangayana) se celebra en Patna.

### República romana
- Consulados de Lucio Postumio Albino y Espurio Carvilio Máximo Ruga en la Antigua Roma.[1]
- Córcega, Cerdeña y Liguria se rebelan sin éxito contra Roma.

## Nacimientos
- Catón el Viejo, político y militar romano.
- Modun, caudillo xiongnu.